# 레이포드 반즈

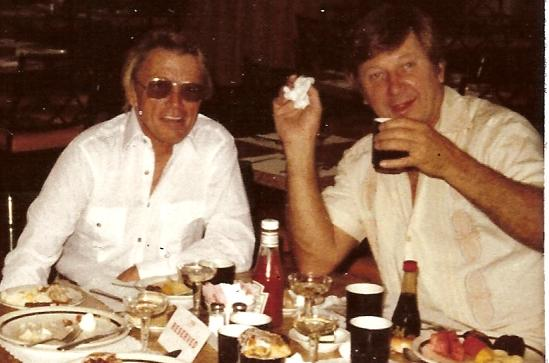

레이포드 반즈(Rayford Barnes, 1920년 10월 23일 ~ 2000년 11월 11일)는 미국의 연극 배우, 영화배우, 텔레비전 배우이다.
샌타모니카에서 사망하였다.

## 영화
- 와이어트 어프 - 툼스톤으로 돌아오다 (1994년)
- 매직 오브 래시 (1978년)
- US 마샬 (1973년)
- 헌팅 파티 (1971년)
- 와일드 번치 (1969년) - 벅 역
- 캐넌 목장 (1967년)
- 인베이더 - 시리즈 (1967년)
- 제시 제임스 프랭켄슈타인의 딸을 만나다 (1966년)
- 건스 오브 디아블로 (1965년)
- FBI (1965년)
- 뉴욕의 일요일 (1963년)
- 벨스 아 링잉 (1960년)
- 보난자 (1959년)
- 서부의 파라딘 (1957년)
- 비기닝 오브 더 엔드 (1957년)
- 딜론 보안관 (1955년)
- 샤이안 (1955년)
- 용감한 린티 (1954년)
- 혼도 (1953년)